# Финген мак Аэдо Дуйб

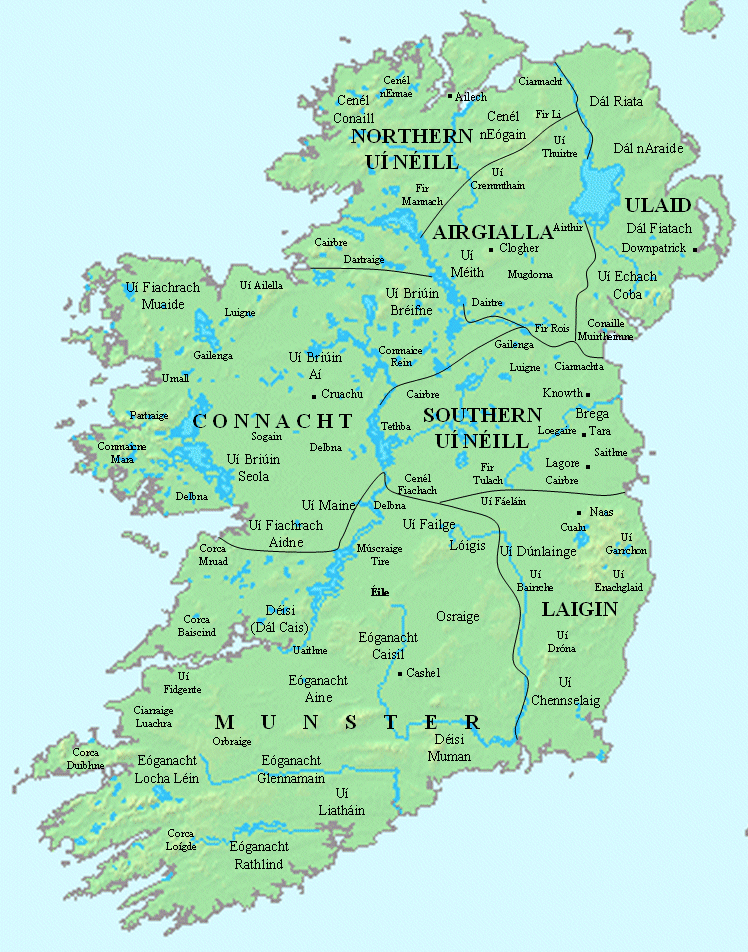
Ирландия в Раннее Средневековье

Финген мак Аэдо Дуйб (др.‑ирл. Fíngen mac Áedo Duib; умер в 619) — король Мунстера (603—619) из рода Кашелских Эоганахтов.

## Биография
Финген был одним из сыновей Аэда Чёрного. Его прадедом был Федлимид мак Энгуса, правивший Мунстером в конце V или в первой половине VI века, а братом — Файльбе Фланн. Владения семьи Фингена находились вблизи Кашела.
Согласно «Анналам Тигернаха», в 601 году Финген мак Аэдо Дуйб взошёл на мунстерский престол, став преемником скончавшегося короля Амалгайда мак Эндая из рода Эоганахтов из Айне. Современные историки датируют это событие 603 годом. О Фингене как о правителе Мунстера упоминается и в трактате «Laud Synchronisms». В этом источнике он наделён двадцатью тремя годами правления. Его предшественником в трактате назван Федлимид мак Кайрпри Круймм, а преемником — Катал мак Аэдо. Однако в «Анналах Инишфаллена» правителем Мунстера начала VII века назван Аэд Беннан из Лох-Лейнских Эоганахтов.
В средневековых исторических источниках Финген мак Аэдо Дуйб упоминается как король, в правление которого «были полны его амбары, плодородны усадьбы». В одном из стихотворений из Кашелской псалтири, он назван «жестоким», «бесстрашным» и «женолюбивым».
По данным ирландской саги «Мор Муман и жестокая смерть Куану мак Айлхина» (др.‑ирл. Mór Muman 7 Aided Cuanach meic Ailchine), первой супругой Фингена мак Аэдо Дуйба была неизвестная по имени дочь короля десси. Второй его женой была Мор Муман (Мор Мунстерская; скончалась в 632 году), дочь Аэда Беннана, «самая красивая и желанная» женщина Ирландии того времени. От этого брака у Фингена было двое сыновей: Сехнуссах и Маэнах мак Фингин. Второй из них, также как и его отец, владел мунстерским престолом. Об этом упоминается и в «Мунстерской книге». Хотя Мор Муман горячо любила короля Фингена, после его смерти она стала супругой Катала мак Аэдо из рода Глендамнахских (Глендамайнских) Эоганахтов. В саге упоминается, что этот брак способствовал получению Каталом королевской власти над Мунстером. В основе этого предания лежат достоверные факты: брак Фингена с Мор Муман, его смерть в 619 году и женитьба Катала мак Аэдо на вдове короля.
О том, кто был непосредственным преемником Фингена мак Аэдо Дуйба на престоле Мунстера, в источниках сообщаются противоречивые сведения. По одним данным, новым королём стал скончавшийся в 619 или 621 году Аэд Беннан, по другим — умерший в 628 году Катал мак Аэдо.